# Летни олимпийски игри 1920
VII летни олимпийски игри се провеждат в Антверпен, Белгия от 20 април до 12 септември 1920 г.
Други градове, кадидатирали се за домакинство, са Амстердам и Лион. Антверпен е избран поради големите поражения, които претърпява Белгия през първата световна война. Шестите летни олимпийски игри не се провеждат през 1916 г. заради войната.
Германия, Австрия, Унгария, България и Турция не са поканени да участват.

## Важни моменти
- Това са първите олимпийски игри, на които се произнася клетва на спортистите и първите, на които се вее олимпийският флаг.
- Британецът Филип Ноел-Бейкър печели сребро на 1500 метра гладко бягане. По късно става депутат и единственият олимпиец, който печели Нобелова награда за мир.
- За пореден път САЩ печели най-голям брой медали.
- В една от седмиците са застъпени и зимни спортове. Фигурното пързаляне и хокеят на лед правят дебют на олимпиада.
- Италианецът Недо Нади печели 5 златни медала във фехтовката.
- Шведът Оскар Суон чупи за втори път рекорда за най-стар участник на олимпиада. По това време той е на 72 години и печели медал в стрелбата.
- Финландецът Пааво Нурми печели 9 златни медала в атлетиката.
- За пръв път Финландия се състезава под свой собствен флаг.
- Сузане Ленглен печели два златни медала в тениса.

## Медали
| Витрина |                |       |        |       |      |
| Място   | Държава        | Злато | Сребро | Бронз | Общо |
| 1       | САЩ            | 41    | 27     | 27    | 95   |
| 2       | Швеция         | 19    | 20     | 25    | 64   |
| 3       | Великобритания | 15    | 15     | 13    | 43   |
| 4       | Финландия      | 15    | 10     | 9     | 34   |
| 5       | Белгия         | 14    | 11     | 11    | 36   |
| 6       | Норвегия       | 13    | 9      | 9     | 31   |
| 7       | Италия         | 13    | 5      | 5     | 23   |
| 8       | Франция        | 9     | 19     | 13    | 41   |
| 9       | Холандия       | 4     | 2      | 5     | 11   |
| 10      | Дания          | 3     | 9      | 1     | 13   |

- България не взима участие.

## Олимпийски спортове
| - Ветроходство - Плуване - Водна топка - Лека атлетика - Борба - Колоездене - Фехтовка - Футбол - Хокей - Бокс - Поло |  | - Спортна гимнастика - Ръгби - Хокей на лед - Скокове във вода - Академично гребане - Тенис - Дърпане на въже - Фигурно пързаляне - Конен спорт - Модерен петобой - Стрелба - Стрелба с лък |

Демонстрационен спорт е корфбол.